# Tubificoides maritimus
Tubificoides maritimus är en ringmaskart som först beskrevs av Hrabe 1973.  Tubificoides maritimus ingår i släktet Tubificoides och familjen glattmaskar. Inga underarter finns listade i Catalogue of Life.